# Marcela Valera
Marcela Valera Ceballos (Guadalajara, Jalisco, México, 12 de abril de 1987) es una boxeadora y futbolista mexicana. Juega de defensa central en el Santos Laguna de la Primera División Femenil de México. Integra la Selección femenina de fútbol de México.

## Trayectoria deportiva
Valera comenzó a jugar futbol a los 13 años, participando en 2011 en una Universiada Nacional en 2011. En 2013 comenzó como boxeadora, disputando un Mundial de Boxeo en 2015. En ese deporte es apodada "La Maravilla". Jugó de manera amateur en el Club Atlas Femenil por varios años, por lo que en el inicio de la Liga MX Femenil fue convocada a dicho equipo profesional, en donde tiene el título de capitana desde el debut el 29 de julio de 2017.

## Estadísticas

### Clubes
| Club          | País   | Año         |
| ------------- | ------ | ----------- |
| Atlas         | México | 2017 - 2018 |
| América       | México | 2018 - 2020 |
| Santos Laguna | México | 2021 - 2022 |

## Palmarés

### Campeonatos nacionales
| Título           | Club    | País   | Año  |
| ---------------- | ------- | ------ | ---- |
| Primera División | América | México | 2018 |